# Phosphomolybdate d'ammonium
Le phosphomolybdate d'ammonium est un sel inorganique de formule (NH4)3PMo12O40.

## Synthèse
Le phosphomolybdate d'ammonium peut être synthétisé par précipitation des ions phosphate avec du molybdate d'ammonium en présence de nitrate d'ammonium.
PO43− + 12 MoO42− + 3 NH4+ + 24 H+ → (NH4)3PMo12O40 + 12 H2O.

## Usage
La précipitation de phosphomolybdate d'ammonium est utilisée pour détecter les phosphates.